# Adaptive Prädiktion
Adaptive Prädiktion bezeichnet in der digitalen Signalverarbeitung ein adaptives Filter, das aus einem Referenzsignal eine möglichst gute Vorhersage für ein gegebenes Signal trifft.
Prädiktionsverfahren werden auch Dekorrelatoren genannt, weil sie aus einem Eingangswert die vorhersagbaren Signalkomponenten subtrahieren und somit die Dynamik des Signals wesentlich verkleinern. Damit kann das Signal auf einer Übertragungsstrecke mit weniger Bits als das Originalsignal übertragen werden. Auf der Empfängerseite muss die Dekorrelation wieder rückgängig gemacht werden.
Die voraussagbaren Signalkomponenten werden durch Prädiktionskoeffizienten beschrieben, die zusätzlich an den Empfänger übermittelt werden. Diese Koeffizienten werden für kleine Signalabschnitte immer wieder neu berechnet und damit an das Eingangssignal „adaptiert“.